# پزشک نازنین
پزشک نازنین نام نمایشنامه‌ای کمدی و اپیزودیک از نیل سایمون بر اساس برخی داستان‌های کوتاه آنتون چخوف است که در ایران با دو برگردان فارسی (ترجمه‌ای توسط آهو خردمند در نشر نی و متن کامل آن با ترجمه شهرام زرگر در انتشارات نیلا) به چاپ رسیده‌است.

## قسمتی از متن
دکتر: دهان بازکردن که درد نداره، الان فقط می‌خوام نگاه کنم. باید ببینم کجاست؟ کدوم دندونه؟ چه کار باید بکنم. حالا باز کنین.
(خادم دهانش را باز می‌کند)
خوبه، حالا بذارین ببینم.
(دکتر با دقت نگاه می‌کند و خادم از درد ناله می‌کند.)
آها... بله. این‌جاست. این کوچولو این‌جاست... پیدات کردم... آهان...
خادم: باهاش حرف نزن، نمی‌خواد باهاش دوست بشی، بکشش بیرون.

## اجرا در تئاتر ایران
ترجمه شهرام زرگر از نمایشنامه پزشک نازنین در تئاتر ایران اجراهای بسیاری داشته‌است. از موفق‌ترین اجراهای این نمایشنامه می‌توان به اجرای عمومی پزشک نازنین به کارگردانی اشکان خطیبی و اجرای عمومی پزشک نازنین به کارگردانی مجید زارع زاده اشاره کرد. اشکان خطیبی این نمایشنامه را در دو سری نوبت در سالهای ۱۳۹۸ و ۱۴۰۰ به صحنه برده‌است 
و مجید زارع زاده علارقم مواجهه با سانسور و اصلاحیه های سختگیرانه شورای نظارت بر نمایش موفق شد تمام اپیزودهای این نمایشنامه را در سال ۱۳۹۸ در تماشاخانه آژمان تهران به اجرا ببرد. 

همچنین نمایش پزشک نازنین در دی ماه ۱۴۰۱ این بار به کارگردانی نیما هاشمی در عمارت نوفل لوشاتو پانزده شب اجرا شد.